# فيروس التهاب الكبد الوبائي هـ
فيروس التهاب الكبد الوبائي هـ (HEV) هو فيروسٌ يُسبب التهاب الكبد الوبائي هـ. يقدر العبء العالمي للعدوى من الطرازين الجينيين الرئيسيين (1 و2) بحوالي 20 مليون سنويًا، مما يؤدي إلى 70,000 حالة وفاة و3000 حالة ولادة ميتة.
شُوهد جسيم الفيروس لأول مرة في عام 1983، ولكن استُنسخ جزيئيًا فقط في عام 1989.